# Лонг-Лейк (тауншип, округ Уотонуан, Миннесота)
Лонг-Лейк (англ. Long Lake) — тауншип в округе Уотонуан, Миннесота, США. На 2000 год его население составило 346 человек.

## География
По данным Бюро переписи населения США площадь тауншипа составляет 92,3 км², из которых 89,0 км² занимает суша, а 3,3 км² — вода (3,56 %).

## Демография
По данным переписи населения 2000 года здесь находились 346 человек, 141 домохозяйство и 108 семей.  Плотность населения —  3,9 чел./км².  На территории тауншипа расположена 181 постройка со средней плотностью 2,0 построек на один квадратный километр. Расовый состав населения: 96,82 % белых, 0,58 % коренных американцев, 2,31 % азиатов и 0,29 % приходится на две или более других рас. Испанцы или латиноамериканцы любой расы составляли 0,29 % от популяции тауншипа.
Из 141 домохозяйства в 27,0 % воспитывались дети до 18 лет, в 70,9 % проживали супружеские пары, в 3,5 % проживали незамужние женщины и в 22,7 % домохозяйств проживали несемейные люди. 20,6 % домохозяйств состояли из одного человека, при том 8,5 % из — одиноких пожилых людей старше 65 лет. Средний размер домохозяйства — 2,45, а семьи — 2,85 человека.
22,8 % населения — младше 18 лет, 4,3 % — в возрасте от 18 до 24 лет, 17,1 % — от 25 до 44, 34,1 % — от 45 до 64, и 21,7 % — старше 65 лет. Средний возраст — 48 лет. На каждые 100 женщин приходилось 113,6 мужчин.  На каждые 100 женщин старше 18 приходилось 103,8 мужчин.
Средний годовой доход домохозяйства составлял 47 500 долларов, а средний годовой доход семьи —  56 250 долларов. Средний доход мужчин —  37 969  долларов, в то время как у женщин — 21 250. Доход на душу населения составил 20 009 долларов. За чертой бедности находились 7,4 % семей и 8,6 % всего населения тауншипа, из которых 8,0 % младше 18 и 20,3 % старше 65 лет.